# Renaissance sicilienne
La Renaissance sicilienne représente en Sicile le développement progressif de la culture et de l'art de la Renaissance sur l'île, à partir de ses principaux centres de diffusion Florence, Rome et Naples. Les œuvres artistiques qui en découlent représentent souvent un compromis entre le classicisme de la Renaissance, le substrat culturel de la fin du Moyen Âge et les influences flamandes et gothiques. En effet, Messine, ville de la ligue hanséatique, a développé un lien culturel avec les Flamands et avec la migration des travailleurs flamands qui se sont installés en Sicile. Cette présence flamande s'est poursuivie au cours des siècles suivants. Aux XVe et XVIe siècles, le royaume de Sicile a d'abord fait partie de la confédération dynastique sous la couronne d'Aragon, puis a été intégré à l'empire espagnol de Charles Quint et de ses successeurs.
L'histoire du lent établissement du langage de la Renaissance sur l'île débute conventionnellement dans la décennie 1460-1470 avec la présence en Sicile d'Antonello de Messine, Francesco Laurana et Domenico Gagini, parfois présents simultanément aux mêmes endroits avec des influences mutuelles.

## Prémisse historiographique
L'historiographie artistique s'accordait à considérer la culture sicilienne de la phase historique de la vice-royauté, dans un état d'isolement et de marginalisation, retardant ainsi l'étude de l'art produit en Sicile pendant la Renaissance et au-delà. Ce préjugé a pesé sur la pensée du Risorgimento du XIXe siècle, visant à démontrer l'interruption des relations entre la culture italienne et la Sicile de la période des Vêpres jusqu'au XIXe siècle. Ces préjugés ont survécu jusqu'au XXe siècle et ont conditionné la compréhension des phénomènes artistiques. À partir de ces préjugés, l'hypothèse trompeuse est s'est transformée en constat de la pauvreté de l'art sicilien. Dans les dernières décennies du XXe siècle, des études dans un climat apaisé, il est apparu que les phénomènes artistiques en Sicile, et dans d'autres régions du sud, étaient encore à découvrir et les recherches historiques liées aux relations complexes entre l'île et le bassin méditerranéen entre le XVe  et le  XVIIIe siècle, ont conduit à une profonde révision historiographique, restée cependant à un niveau spécialisé et sectoriel. Les premières études et réévaluations ont intéressé la période baroque,, les études ultérieures ont élargi le panorama artistique de la période de la Renaissance, en Sicile et en général dans le sud de l'Italie, caractérisée par l'immigration en Sicile de nombreux artistes de la péninsule et la formation d'importants ateliers locaux.

## Perte des œuvres

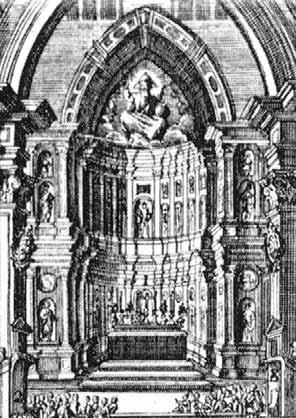
la tribune (perdue) de la cathédrale de Palerme dans une gravure du XVIIIe siècle.

La destruction substantielle des œuvres par les tremblements de terre a contribué à la sous-estimation de l'expression artistique sicilienne de la période de la Renaissance. La persistance des témoignages présents dans la ville et dans la région de Messine a été affaiblie par les nombreux tremblements de terre en 1693, 1783, 1894 et 1908, touchant une ville ouverte aux nouveautés, par son rôle dans le commerce et l'économie, mais aussi dans d'autres zones de l'île comme le Val di Noto (tremblements de terre de 1542, 1693, 1757, 1848). La reconstitution d'un panorama complet de la production artistique et surtout architectural est donc problématique et l'historiographie artistique, notamment pour l'architecture, est fragmentée devant d'innombrables œuvres qui ont disparu ou dont l'aspect a profondément changé. La production architecturale d'Andrea Calamech et de Camillo Camilliani qui a pratiquement disparu, est exemplaire à cet égard. Ces lacunes concernent également les preuves documentaires des archives, dispersées en raison de tremblements de terre ou de négligence. La fragmentation du parcours historique, notamment architectural, est également due aux incendies et à la superposition des renouvellements stylistiques qui ont connu un développement particulier au XVIIIe siècle, illustrés par la destruction de l'œuvre du XVIe siècle sicilien comme la tribune de la cathédrale de Palerme d'Antonello Gagini. Outre l'action destructrice des tremblements de terre, il faut garder à l'esprit que, contrairement à la situation actuelle, la Sicile était, jusqu'à il y a deux siècles, un carrefour commercial et culturel ce qui a contribué à une dispersion des objets artistiques et de collections entières hors de la région, voire hors du territoire italien.

## Humanisme littéraire
La Sicile a participé à la culture humaniste de la Renaissance avec une ferveur d'études du grec, du latin, de l'arabe et de l'hébreu et avec une recherche des codes anciens. Des intellectuels siciliens comme Antonio Beccadelli dit « il Panormita », Lucio Marineo, Giovanni Aurispa, Antonio Cassarino, Pietro Ranzano, ont travaillé et sont connus même en dehors de la Sicile, mais n'ont pas profondément marqué la culture et la production artistique de l'île. À Messine, Constantin Lascaris et Pietro Bembo témoignant de la vivacité culturelle de la ville.

## Quattrocento

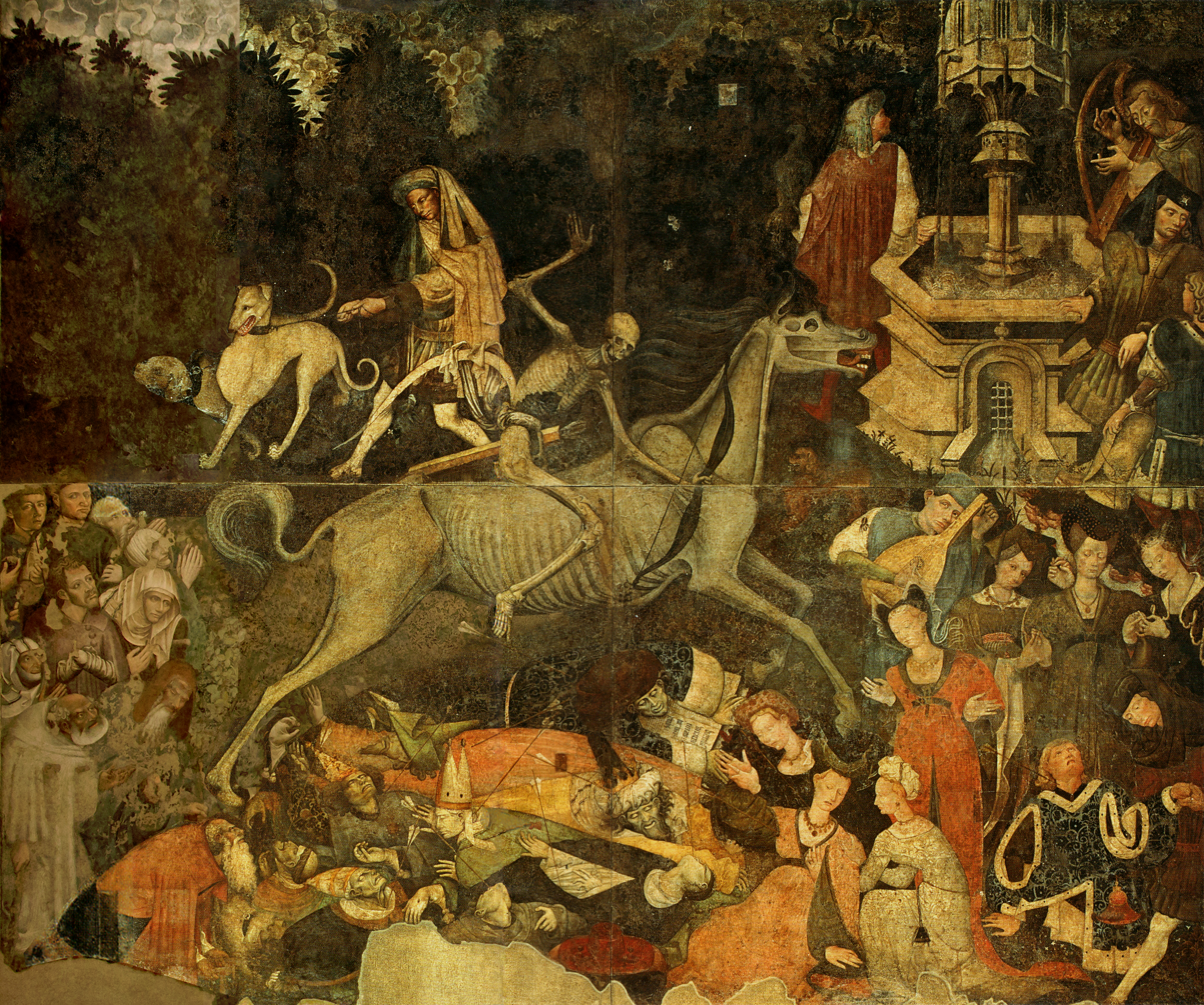
Maître anonyme, Trionfo della Morte, fresque détachée.

Le début du XVe siècle est caractérisé en Sicile par l'influence franco-provençale et pisano-siennoise sur la culture artistique figurative qui trouvent leur expression dans la fresque du Triomphe de la Mort (Trionfo della morte), chef-d'œuvre du gothique tardif. Les plus grands artistes de l'époque sont Gaspare da Pesaro, son fils Guglielmo et Tommaso de Vigilia.
En architecture, l'activité de construction se caractérise par l'adhésion aux formes du gothique tardif avec l'empreinte ibérique, surtout dans le Val di Noto, et la persistance des décorations et des schémas planimétriques qui se sont répétés depuis la période normande.
Palerme et Messine, les deux principales villes, ont connu une phase de croissance démographique et économique au XVe siècle grâce à la présence du port et de communautés de marchands pisans, vénitiens, lombards et génois. La structure sociale de la ville a également été renouvelée avec une classe de fonctionnaires et de marchands qui ont rejoint la noblesse en construisant des palais et des chapelles nobles et exigeant des objets raffinés de valeur.
Ces locaux, grâce aussi à l'arrivée de nombreux artistes de la péninsule, et à l'influence du milieu artistique napolitain de la période d'Alphonse II, ont permis le renouvellement du langage artistique.

## Antonello de Messine et la peinture

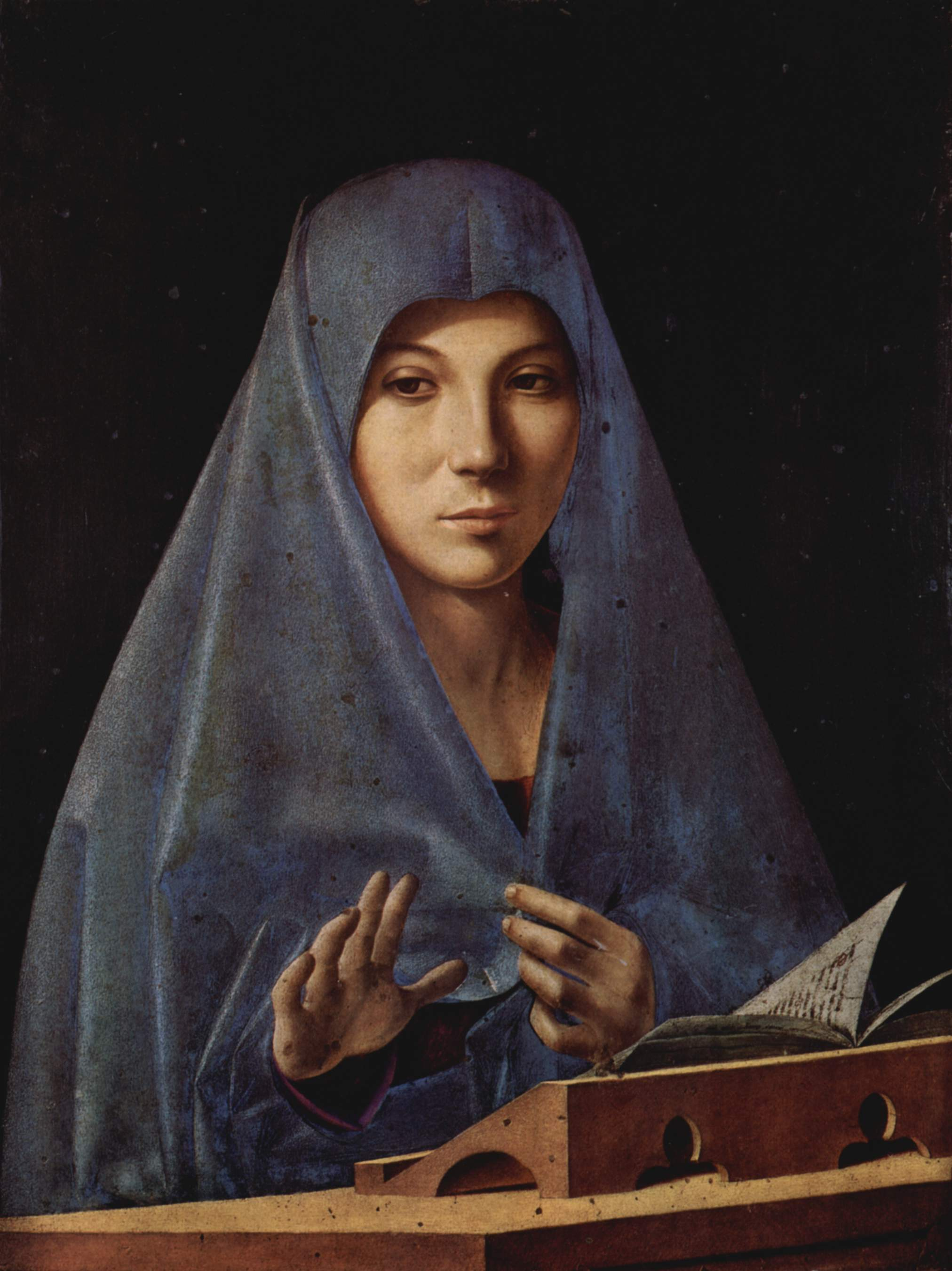
Antonello de Messine, Vierge de l'Annonciation, Palais Abatellis, Palerme.

Antonello de Messine par sa formation itinérante entre Naples et Venise entre-autres, démontre la circulation des idées qui caractérise cette période. Ses œuvres pour les clients de l'île et son retour définitif en 1476 après l'expérience vénitienne ont permis l'essor dans l'île de la peinture de la Renaissance, grâce aussi à un atelier fourni qui a introduit dans la production traditionnelle le nouveau goût pour la figure humaine, le genre pictural du portrait et un nouveau rôle de l'artiste qui n'est plus seulement un artisan anonyme mais un maître. Parmi les membres de sa famille qui ont continué l'atelier figurent son fils Iacobello et ses neveux Antonello de Saliba, Pietro de Saliba et Salvo d'Antonio et parmi ses élèves et ses disciples Giovannello da Itala, Antonino Giuffrè, Alfonso Franco (it), Francesco Pagano, dont certains étaient également actifs en Vénétie, aucun ne devint un grand artiste, mais leur production, qui comprenait également des copies d'Antonello, se répandit en Sicile et en Calabre, où l'on trouve de nombreuses œuvres de son école, difficiles à attribuer, étant donné le manque d'études sur de nombreux peintres de son entourage. Le plus évolué des « Antonelliens » est Salvo d'Antonio qui actualise son style avec des influences provenant non seulement de Venise mais aussi de Ferrare.
L'environnement pictural de Palerme est moins vivant et les artistes majeurs de la fin du siècle sont Tommaso de Vigilia et Riccardo Quartararo, formé à Naples, qui influence de petits artistes locaux.

## Gagini, Laurana et la sculpture à Palerme

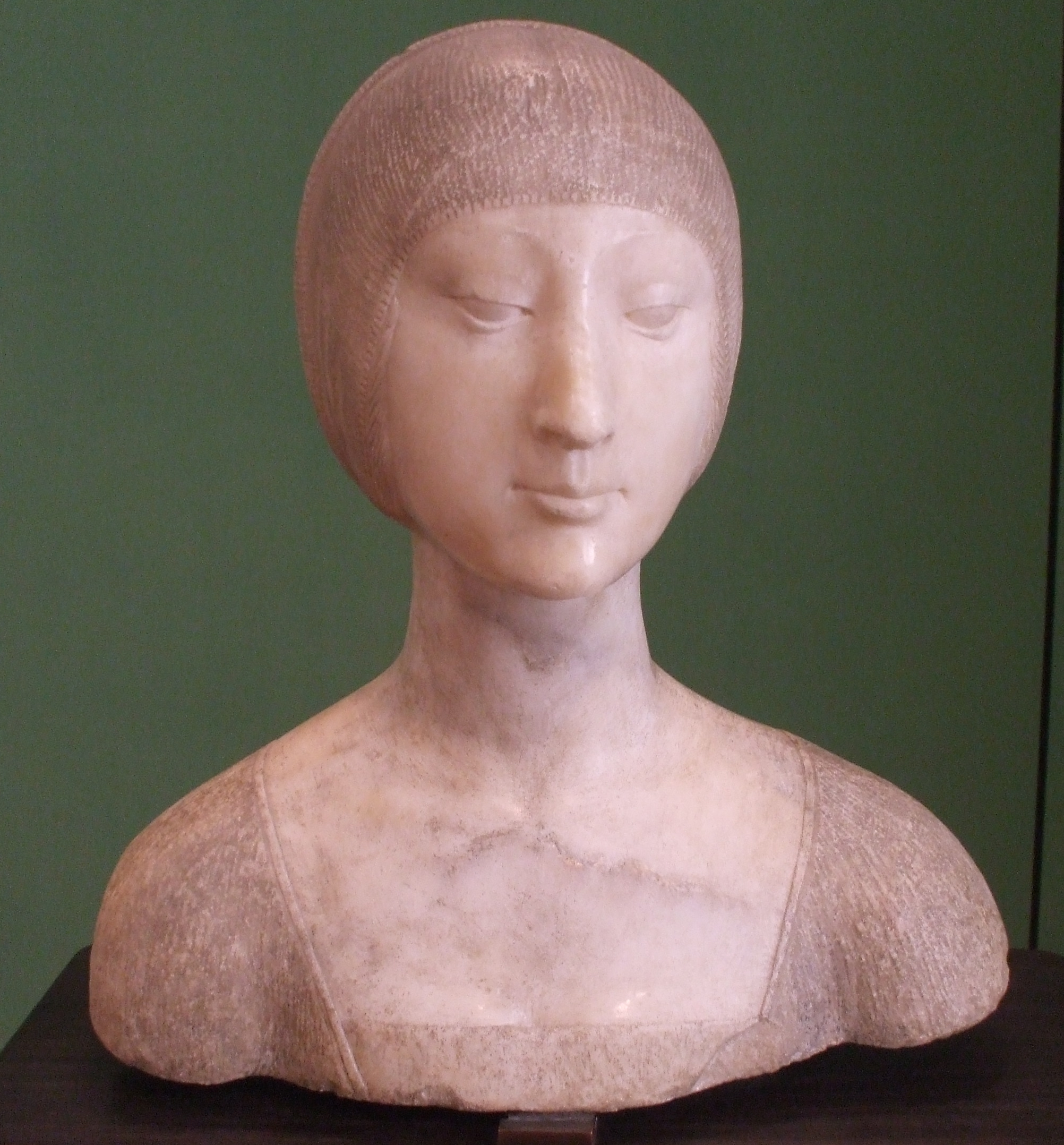
Portrait d'Aliénor d'Aragon par Francesco Laurana.

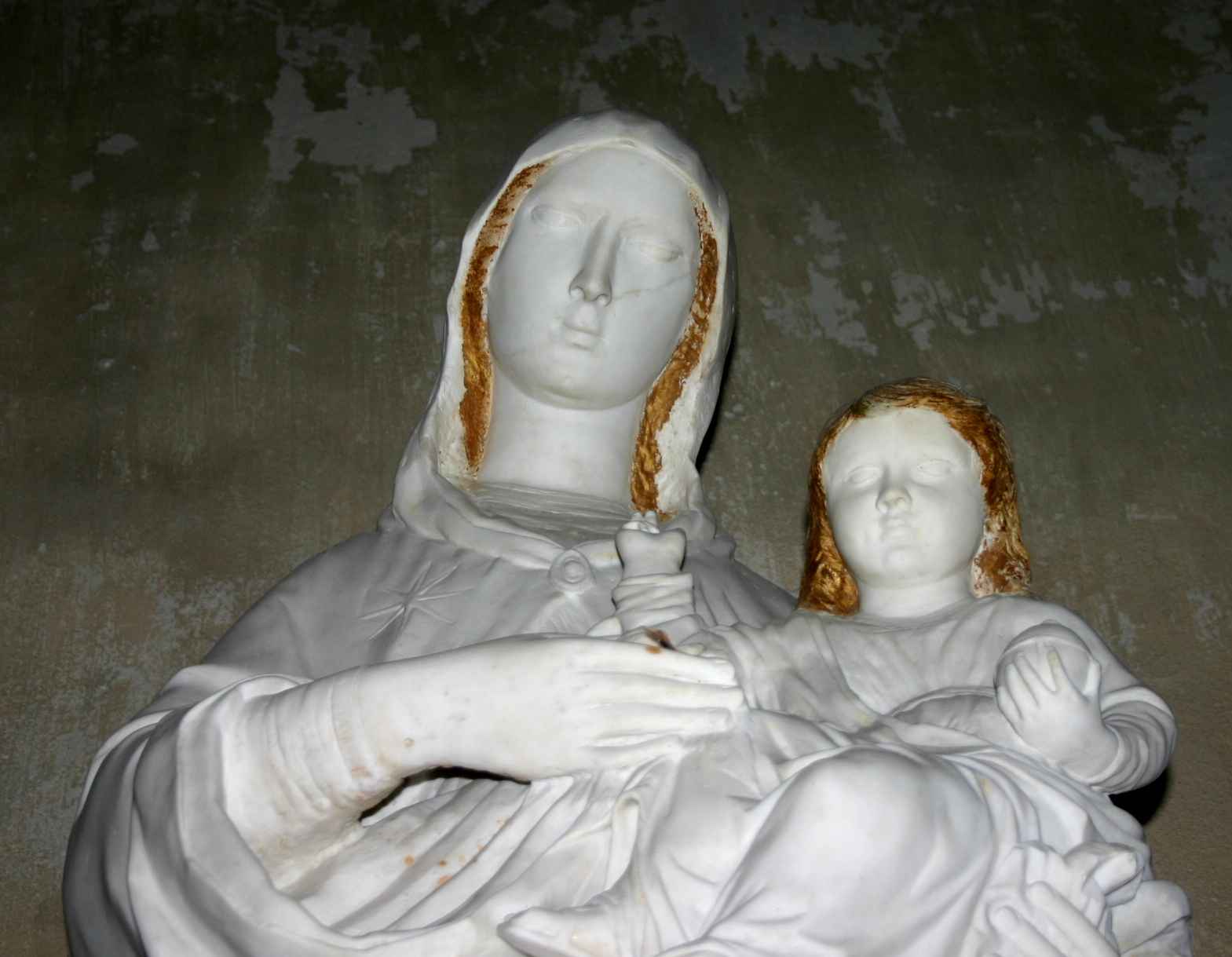
Domenico Gagini, Vierge à l'Enfant.

La sculpture de la Renaissance est arrivée en Sicile avec Francesco Laurana, qui à partir de 1466 a travaillé en Sicile pendant plusieurs années. Il ouvre un atelier à Palerme et influence d'artistes comme Domenico Pellegrino (it) et Pietro de Bonitate (it) en diffusant les modèles du début de la Renaissance.
Le lieu qui représente le mieux ce moment crucial pour l'art sicilien est l'église Saint-François-d'Assise de Palerme où Laurana et Pietro da Bonitate ont créé la chapelle Mastrantonio en style Renaissance. Dans la même église se trouve le tombeau d'Antonello Speciale attribué par certains à Laurana mais plus probablement à Domenico Gagini. Les deux artistes venaient de Naples où ils avaient travaillé sur l'Arc de Triomphe de Castel Nuovo, un chantier important pour de nombreux artistes et décisif pour l'art de la Renaissance dans le sud de l'Italie.
En fait, en 1463, après avoir peut-être été un élève de Brunelleschi, et après avoir travaillé à Naples avec Laurana et d'autres, Domenico Gagini est arrivé en Sicile, s'est arrêté sur l'île, a ouvert un atelier et a créé une dynastie de sculpteurs qui ont caractérisé la sculpture sicilienne pendant longtemps. Il importa sur l'île les différentes influences culturelles qui avaient caractérisé sa formation et même l'utilisation du marbre de Carrare. Sa première activité sur l'île est liée à l'église San Francesco (autel de Saint-Georges et le Dragon) où Laurana était également actif et qui représente donc un lieu clé pour l'introduction du goût de la Renaissance dans l'île.
Outre les Gagini, de nombreux marbriers lombards dont Gabriele di Battista, également originaire de Naples et toscans ont ouvert leurs ateliers en Sicile, notamment à Palerme et à Messine. Les marmorari de Palerme dont beaucoup sont originaires de Carrare, forment une corporation en 1487. Leur activité a donné vie à la réalisation d'autels, de portails, de fenêtres, de colonnes qui ont actualisé, même de façon épisodique, le langage décoratif de l'architecture, selon les demandes de plus en plus pressantes du client, mais en faisant coexister l'architecture du gothique tardif et la sculpture architecturale de la Renaissance.

## Sculpture à Messine

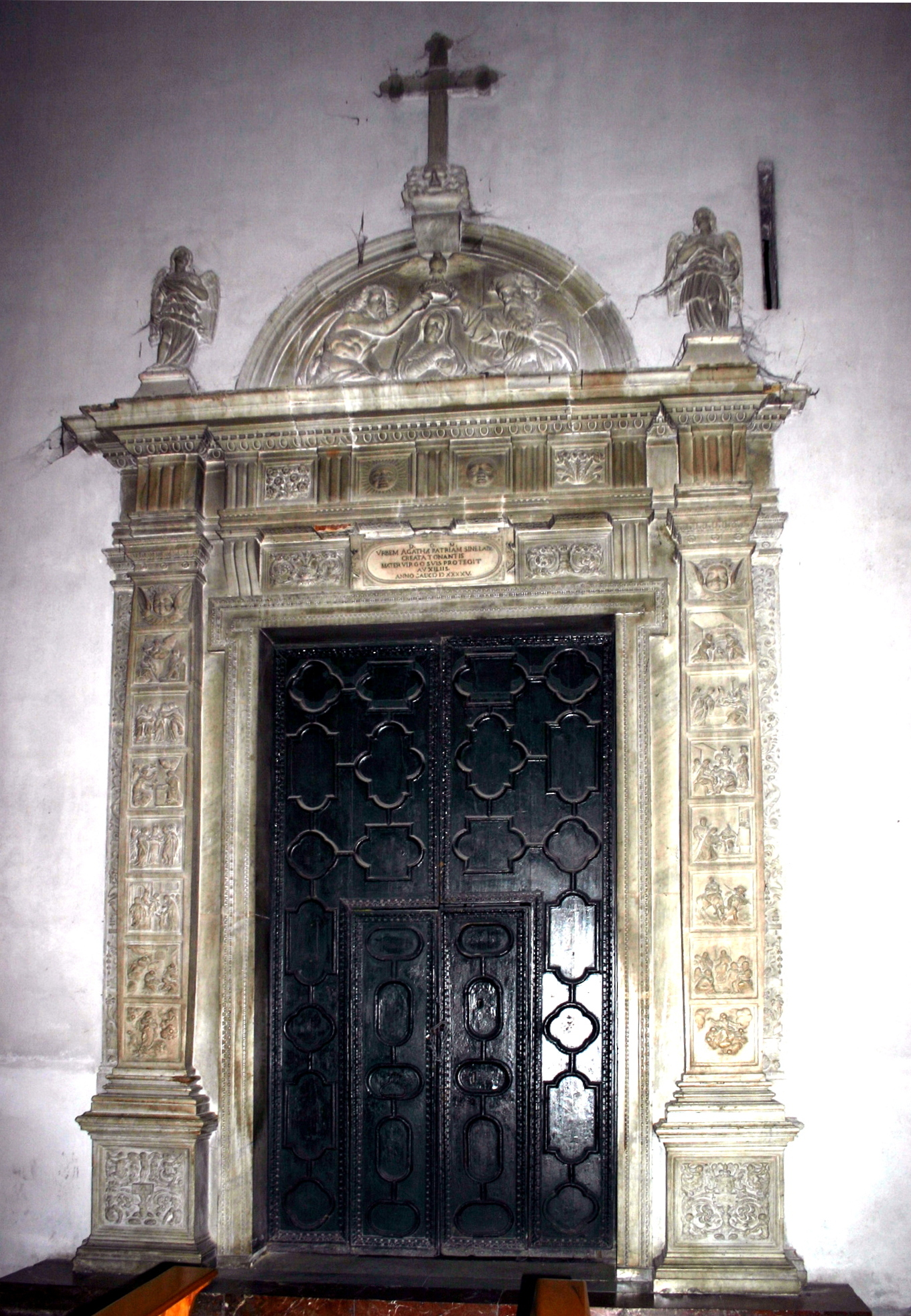
Giovan Battista Mazzolo, portail interne de la cathédrale de Catane.

Parmi les artistes les plus intéressants actifs à Messine, Giorgio da Milano, Andrea Mancino, Bernardino Nobile et Giovan Battista Mazzolo de Carrare, propriétaire d'un important atelier, rejoint par Antonio Freri de Messine (également actif à Catane), sans oublier la présence d'Antonello Gagini, fils de Domenico, à Messine entre 1498 et 1507.
Comme à Palerme, ces artistes toscans et lombards ont apporté le riche répertoire de décorations architecturales classicistes à la ville et aux environs jusqu'en Calabre. Cependant, tout au long du XVe siècle, malgré certaines interprétations aujourd'hui dépassées, l'architecture a continué à suivre la tradition du gothique tardif malgré la présence d'épisodes décoratifs de la Renaissance. Il convient toutefois de noter que la destruction à cause des événements sismiques a altéré la possibilité d'enquêter pleinement sur cette période.
Des exemples de la relation dialectique entre l'architecture et la sculpture peuvent être cités : les portails Renaissance de l'église-mère de Santa Lucia del Mela (fin du XVe siècle), attribués à Gabriele di Battista, et le portail latéral de l'église-mère de Mistretta (1494), attribué à Giorgio da Milano.

## Architecture

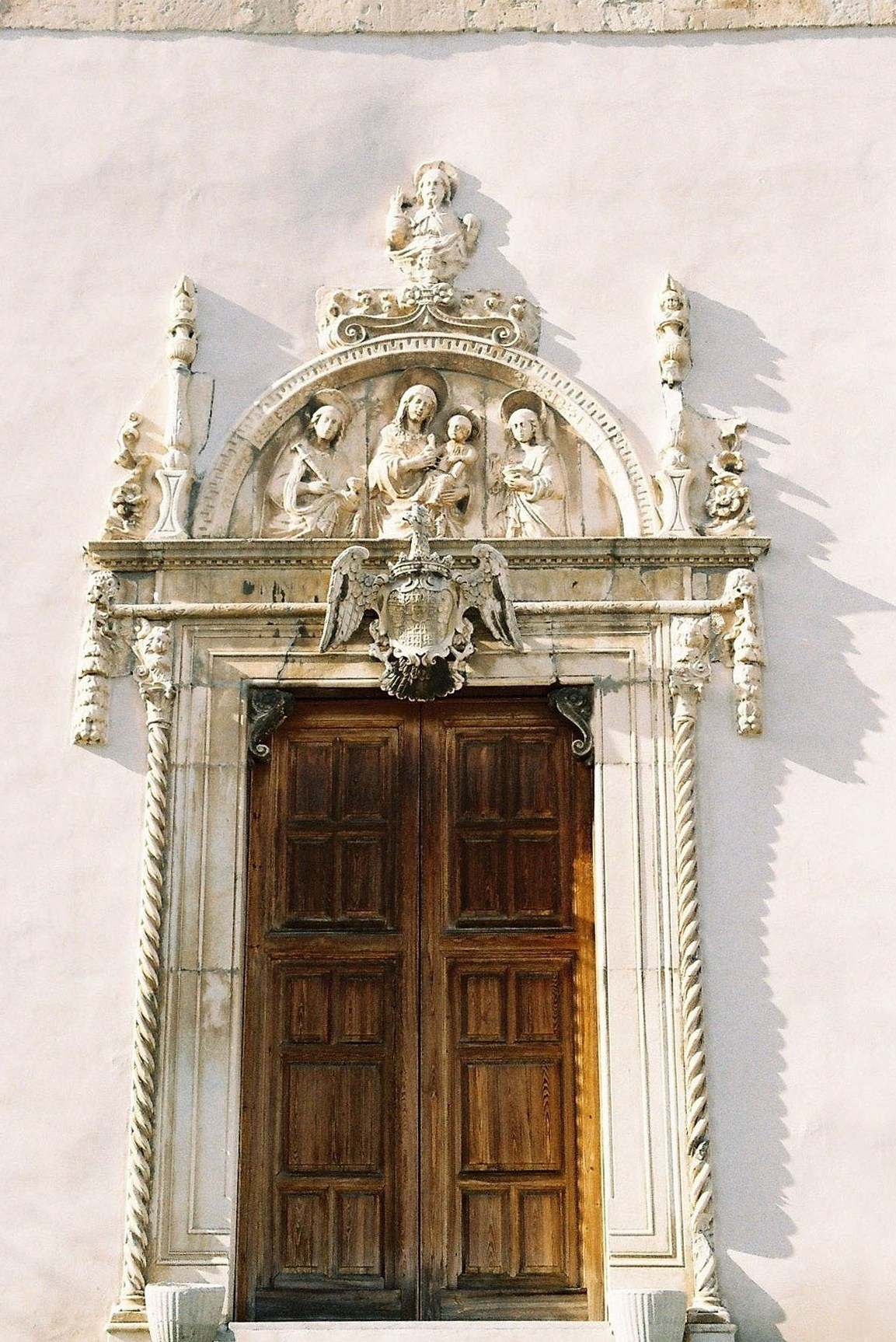
Le portail de la cathédrale de Santa Lucia del Mela.

Le renouvellement du style n'a pas impliqué immédiatement l'ensemble des protagonistes. Le principal architecte sicilien du XVe siècle est Matteo Carnilivari (it) qui utilise un style personnel avec des éléments gothiques et catalans, comme dans l'église Santa Maria della Catena à Palerme. Son prestige de bâtisseur constitue l'un des obstacles pour l'affirmation du langage de la Renaissance, en dehors du répertoire décoratif des  marmorari.
Outre les quelques traces laissées par Laurana, à la fin du XVe siècle, le langage de la Renaissance ne se retrouve que dans des épisodes mineurs comme la chapelle de Vintimille dans l'église San Francesco à Castelbuono.

## Début duXVIesiècle

### Épisodes de la Renaissance dans l'architecture

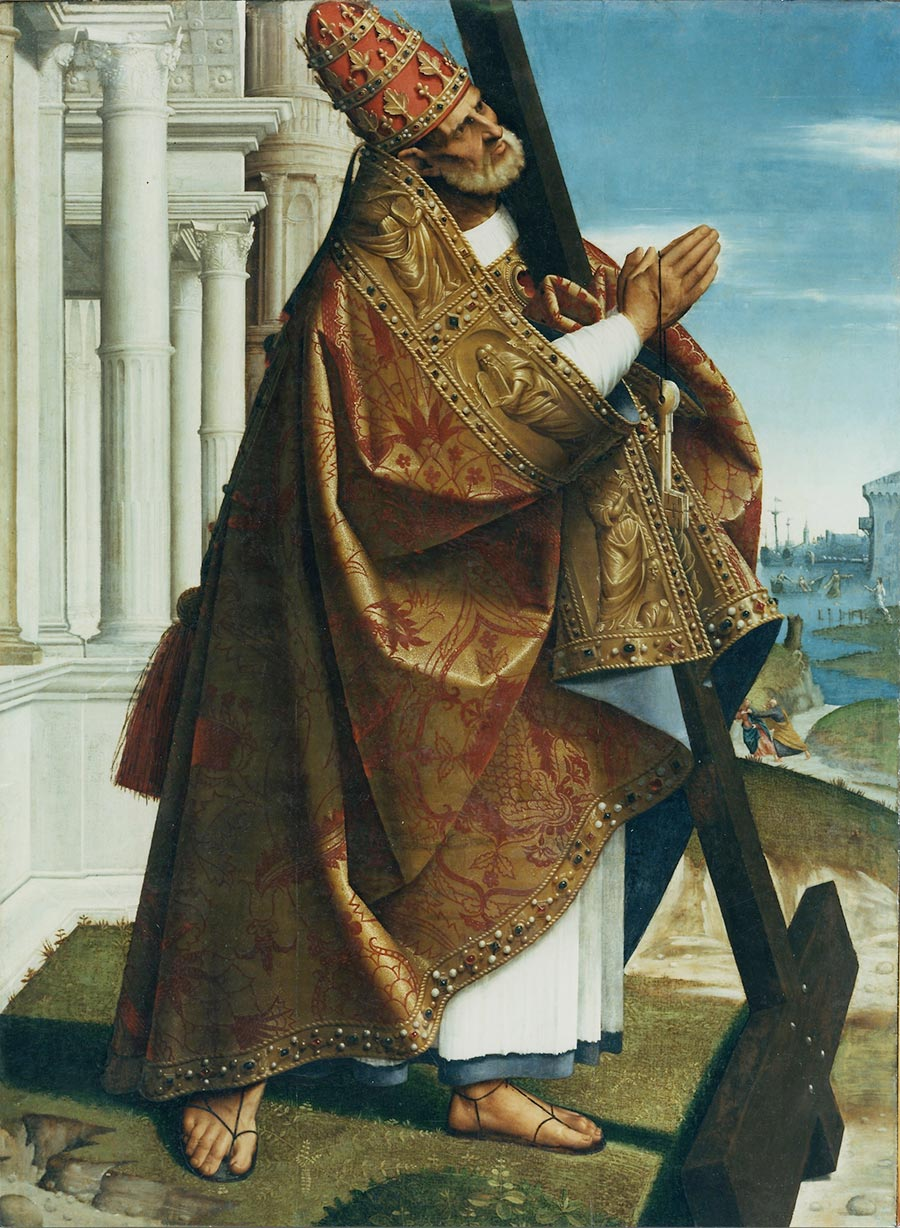
Girolamo Alibrandi, Saint Pierre.

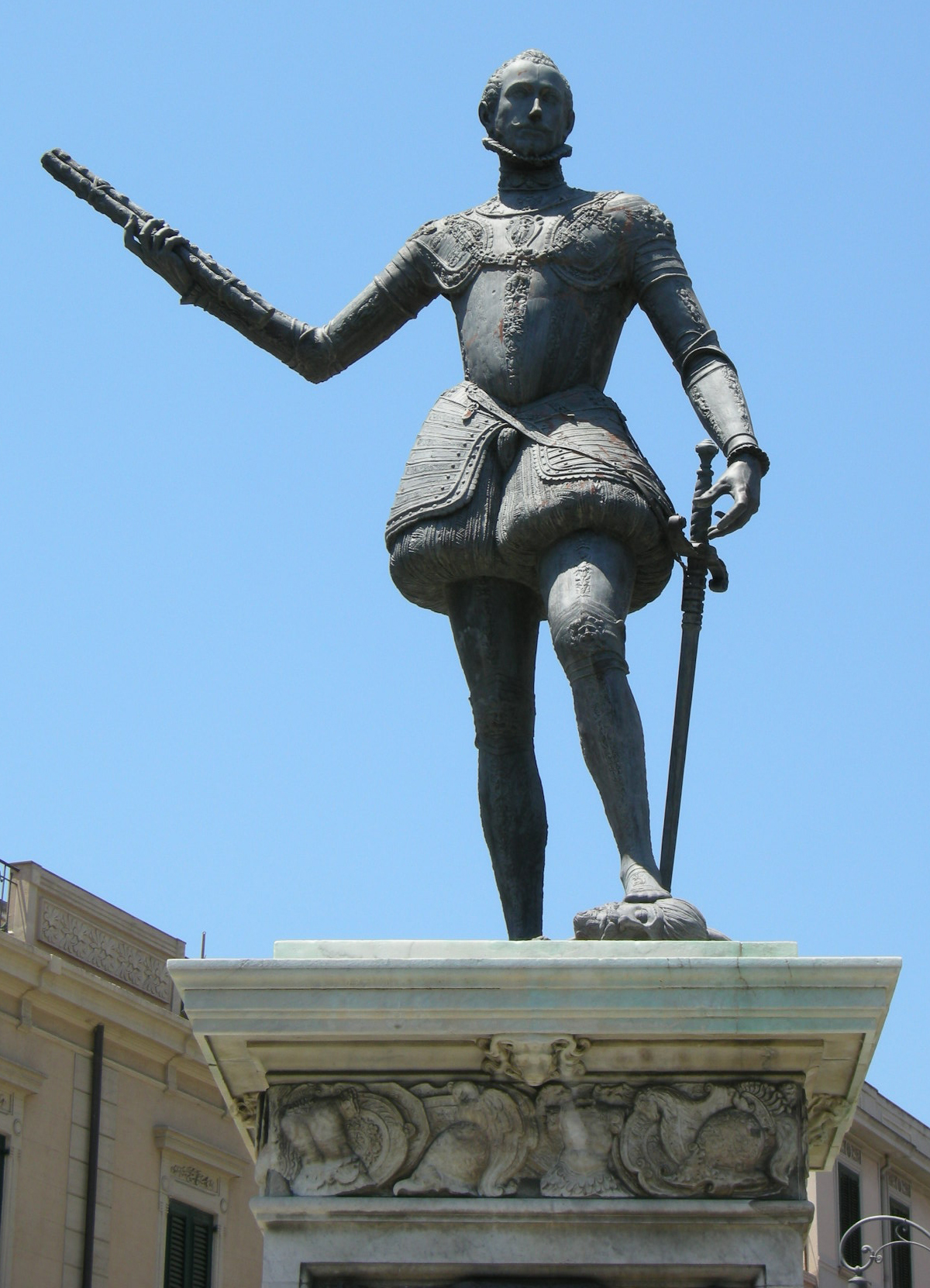
Andrea Calamech, Le monument à Jean d'Autriche.

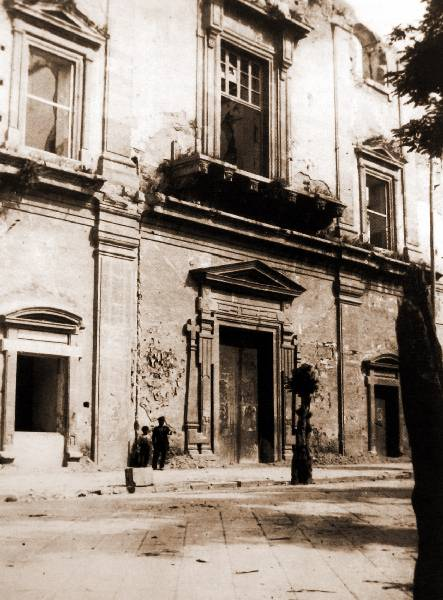
Andrea Calamech, le grand hôpital de Messine.

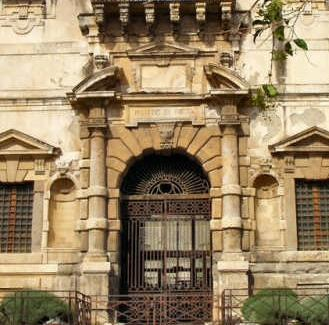
Natale Masuccio, le portail du Monte di Pietà de Messine.

L'absorption progressive des éléments du classicisme de la Renaissance dans l'architecture s'est faite lentement et s'est matérialisée principalement de manière épisodique comme dans la sacristie de la cathédrale de Syracuse ou dans de petits bâtiments comme les chapelles à plan central adossées à l'édifice du culte.
Il s'agit notamment de la chapelle des Naselli à San Francesco in Comiso, de la chapelle des Confrati à Santa Maria di Betlem in Modica, de la chapelle de la Dormitio Virginis à Santa Maria delle Scale à Ragusa, de la chapelle des Marinai dans l'église de l'Annunziata à Trapani, œuvre de Gabriele di Battista.
Ont été construites en style Renaissance : la façade de la cathédrale de Syracuse, détruite lors du tremblement de terre de 1693, la tribune de la cathédrale de Palerme par Antonello Gagini, détruite à la fin du XVIIIe siècle, probablement l'œuvre la plus significative de la Renaissance en Sicile dont la construction a duré plusieurs décennies, de 1510 à 1574, et qui, après la mort d'Antonello en 1537, est achevée par ses fils Antonino, Giacomo et Vincenzo.
Antonello Gagini est probablement aussi responsable du projet de l'église Santa Maria di Porto Salvo qui, malgré l'utilisation de quelques arcs en ogive introduits par les constructeurs locaux, a une spatialité entièrement Renaissance.

### Peinture
En 1517, le tableau de Raphael Andata al Calvario, par la suite appelé Spasimo di Sicilia arrive à Palerme et influence de nombreux artistes, tant peintres que sculpteurs. Presque au même moment, à partir de 1519, Vincenzo degli Azani est actif en ville. C'est ainsi que la « manière moderne » est introduite en ville dans un environnement encore lié aux manières du XVe siècle.
Déjà dans la première phase du siècle, plusieurs artistes de Naples comme Mario da Laurito sont arrivés en Sicile et des peintres maniéristes de la péninsule comme Orazio Alfani sont actifs à Palerme. Le flux d'artistes n'est pas à sens unique puisque des peintres siciliens sont actifs en dehors de l'île : Giacomo Santoro à Rome et à Spolète, Tommaso Laureti à Rome et à Bologne.
Au cours des deux premières décennies du XVIe siècle, Cesare da Sesto séjourne à deux reprises à Messine, apportant un style inspiré de Raphaël et de Vinci influençant le milieu artistique, en particulier Girolamo Alibrandi, artiste connu à l'époque mais dont il ne reste que peu d'œuvres et de nouvelles.
En 1529, après le Sac de Rome, Polidoro da Caravaggio s'installe à Messine, où il reste jusqu'à sa mort. Il introduit en Sicile les modes figuratifs romains raphaélites, adaptant toutefois sa peinture à la religiosité dévotionnelle typique de l'île en accentuant le caractère pathétique des personnages. En 1535, Polidoro a collaboré aux préparatifs éphémères de l'entrée de Charles Quint à Messine, un événement qui a été un moment d'innovation dans la culture figurative. L'élève le plus important de Polidoro est Deodato Guinaccia, longtemps été actif à Messine. Un grand nombre de maniéristes siciliens travaillent à Naples, alors que les maniéristes napolitains sont actifs en Sicile.

### Sculpture entre Renaissance et maniérisme
La sculpture du XVIe siècle en Sicile confirme son rôle important dans le tournant du gothique tardif vers la Renaissance. Cette évolution présente des caractéristiques différentes entre Messine et le reste de l'île. 
À Palerme, l'atelier des Gagini a travaillé tout au long du siècle et au-delà, avec une production qui a alterne des travaux répétitifs d'atelier et des commandes importantes impliquant des thèmes sculpturaux typiques de l'île, comme les tabernacles de marbre flanqués d'anges.
Le plus important représentant de l'atelier est Antonello, fils de Domenico, « consul » des marbriers de Palerme, un artiste au parcours culturel complexe passant par Rome, aux côtés de Michel-Ange et Messine. Sa formation lui a permis de dépasser les styles dérivés de Laurana et de son père Domenico, devenus des standard . Dans l'atelier des Gagini, outre les membres de la famille, de nombreux autres artistes comme Giuliano Mancino, Antonio et Bartolomeo Berrettaro, Vincenzo Carrara, Fedele da Corona y ont travaillé.
À Messine, l'arrivée de nombreux sculpteurs toscans importants ont modifié le panorama culturel de la ville pendant une longue période, répandant le style maniériste non seulement en Sicile, mais aussi en Calabre.
Giovanni Angelo Montorsoli, élève de Michel-Ange, après une longue errance, s'installe à Messine de 1547 à 1557, laissant de nombreux disciples, comme Giuseppe Bottone, et des œuvres comme la Fontaine d'Orion et la Fontaine de Neptune.
Martino Montanini, à Messine de 1547 à 1561, collaborateur de Montorsoli et son successeur comme capostro du Dôme, où il sculptait des statues, aujourd'hui perdues .
Andrea Calamech, élève de Bartolomeo Ammannati, s'installe dans la ville en 1563 et dirige un important atelier dont font partie son fils Francesco, son neveu Lorenzo Calamech et son gendre Rinaldo Bonanno.
D'autres sculpteurs maniéristes, principalement toscans, présents en Sicile sont Michelangelo Naccherino et Camillo Camilliani.
En plus de la sculpture du marbre, la tradition de la sculpture du stuc et du bois s'est poursuivie au XVIIe siècle.

## Seconde moitié duXVIesiècle
Quelle que soit l'adhésion de la Sicile aux formes de la Renaissance, à des époques plus ou moins tardives et de manière plus ou moins conditionnée par les traditions préexistantes, dans la seconde moitié du siècle, l'île trouve sa place dans le panorama artistique de la péninsule et en particulier de Rome, intégrant toute la complexité du maniérisme tardif, du classicisme et des thèmes de la Contre-Réforme.
À cette époque, les nouveautés continuent à être apportées par des artistes et des architectes ayant immigré en Sicile depuis les principaux centres artistiques italiens. Après cette période, ce phénomène s’arrête et les principaux artistes actifs en Sicile au XVIIe siècle sont des natifs de l'île, souvent formés à Rome, comme cela avait déjà commencé à être le cas depuis la seconde moitié du XVIe siècle.

### Architecture maniériste
Giovanni Angelo Montorsoli et surtout Andrea Calamech ont exercé aussi bien comme sculpteurs que comme architectes, introduisant ainsi le classicisme maniériste à Messine, dans des œuvres aujourd'hui disparues comme le Palais Royal et l'Hôpital Majeur de Calamech.
Le maniérisme en architecture a également trouvé des interprètes siciliens dont Natale Masuccio, concepteur, entre autres, du Monte di Pietà à Messine dont il reste un portail caractérisé par l'ordre rustique et Giacomo Del Duca un élève de Michel-Ange et actif à Rome où il a complété certaines œuvres du maître. De retour dans sa patrie en 1588, il a été actif pendant une décennie à Messine où il a été nommé architecte de la ville, succédant à Calamech et a réalisé plusieurs ouvrages, presque tous détruits par des tremblements de terre, mais importants pour les développements futurs de l'architecture sicilienne.

### Évolution de la peinture vers le baroque

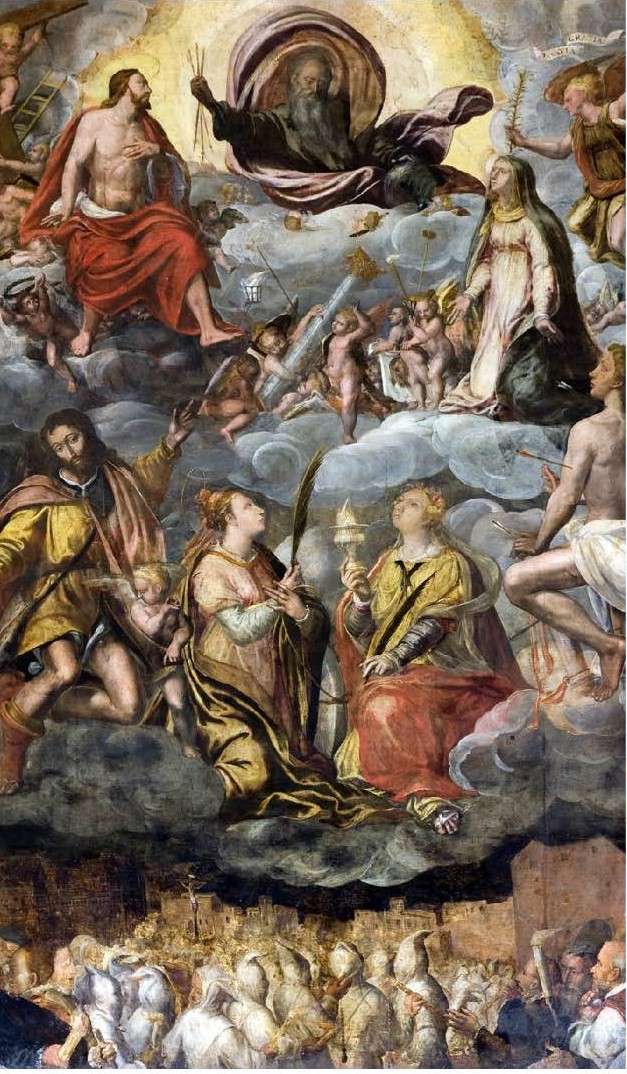
Simone de Wobreck, 1576, Palerme libéré de la peste de 1575.

La peinture sicilienne de la seconde moitié du XVIe siècle est à jour de toutes les tendances de la culture figurative italienne, mais elle ne présente pas de grands artistes. Les peintres les plus importants sont Antonio Catalano, Giuseppe Spatafora (it), Antonio Ferraro (pittore) (it), Giuseppe d'Alvino.
Durant la seconde moitié du siècle, des artistes de différents styles sont arrivés en Sicile, dont l'Espagnol Johannes De Matta (it), actif dans la première moitié du siècle, le Flamand Simone de Wobreck, actif en Sicile de 1557 à 1587, le Romain Orazio Borgianni dans la dernière décennie, avant de s'installer en Espagne.